# 1991 în literatură
- 1990 în literatură — 1991 în literatură — 1992 în literatură

Anul 1991 în literatură a implicat o serie de evenimente și cărți noi semnificative.

## Cărți noi
- Martin Amis – Time's Arrow
- Jeffrey Archer – As the Crow Flies
- Beryl Bainbridge – The Birthday Boys
- Clive Barker – Imajica
- Pat Barker – Regeneration
- Louis Begley – Wartime Lies
- Louis de Bernières – Señor Vivo and the Coca Lord
- A. S. Byatt – Possession: A Romance
- Agatha Christie – Problem at Pollensa Bay and Other Stories
- Tom Clancy – The Sum of All Fears
- Mary Higgins Clark – Loves Music, Loves to Dance
- Hugh Cook – The Werewolf and the Wormlord
- Paul Cornell – Timewyrm: Revelation
- Bernard Cornwell – Stormchild
- Douglas Coupland – Generation X: Tales for an Accelerated Culture
- L. Sprague de Camp și Catherine Crook de Camp – The Pixilated Peeress
- Don DeLillo – Mao II
- Terrance Dicks – Timewyrm: Exodus
- Assia Djebar - Far from Medina
- Stephen R. Donaldson – The Real Story
- Stephen R. Donaldson – Forbidden Knowledge
- Roddy Doyle – The Van
- Bret Easton Ellis – American Psycho
- Stephen Fry – The Liar
- Jostein Gaarder – Sofies verden
- John Gardner – The Man from Barbarossa
- David Gates – Jernigan
- Ann Granger – Say It With Poison
- John Grisham – The Firm
- Josephine Hart – Damage
- Elisabeth Harvor, Our Lady of All Distances 11 povestiri (revizuire a Women and Children, publicată în  1973), Canada
- Mark Jacobson – Gojiro
- Stephen King – Needful Things
- John le Carré – The Secret Pilgrim
- Morgan Llywelyn – Druids
- James A. Michener – Mexico
- Rohinton Mistry – Such a Long Journey
- Timothy Mo – The Redundancy of Courage
- Cees Nooteboom - The Following Story
- John Peel – Timewyrm: Genesys
- Marge Piercy – He, She and It
- Terry Pratchett – Reaper Man și Witches Abroad
- Alexandra Ripley – Scarlett
- J. Jill Robinson – Saltwater Trees
- Nigel Robinson – Timewyrm: Apocalypse
- Bernice Rubens – A Solitary Grief
- Norman Rush – Mating
- Michael Shaara – For Love of the Game (publicată postum)
- Sidney Sheldon – The Doomsday Conspiracy
- Jane Smiley – A Thousand Acres
- Danielle Steel – Heartbeat
- James B. Stewart – Den of Thieves
- Michael Swanwick – Gravity's Angels
- Antonio Tabucchi - Requiem: A Hallucination
- Amy Tan – The Kitchen God's Wife
- Andrew Vachss – Sacrifice
- Martin Waddell - Farmer Duck
- Bernard Werber – Furnicile
- Tim Winton – Cloudstreet
- Helen Zahavi – Dirty Weekend
- Timothy Zahn – Heir to the Empire
- Haifa Zangana – Through the Vast Halls of Memory
- Roger Zelazny – Prince of Chaos
- Avi – Nothing But the Truth
- G. Clifton Wisler – Red Cap (carte)

## Premii
- Premiul Nobel pentru Literatură: Nadine Gordimer